# Gøttrup (plaats)
Gøttrup is een plaats in de Deense regio Noord-Jutland, gemeente Jammerbugt. De plaats telt 219 inwoners (2008).